# Puducherry (unieterritorium)
Puducherry, tot 2006 Pondicherry (Tamil: பாண்டிச்சேரி of புதுச்சேரி, Frans: Territoire de Pondichéry), is een unieterritorium van India. Het bestaat uit 15 aparte enclaves, gelegen in de staten Tamil Nadu, Kerala en Andhra Pradesh. De hoofdstad is het gelijknamige Puducherry.
Deze van elkaar gescheiden gebieden hebben met elkaar gemeen dat ze tot in 1954 een Franse kolonie vormden, waar tot 1949 ook Chandannagar aan toebehoorde. Ze werden in een verdrag door Frankrijk aan India overgedragen. Ook nu nog heerst er, voornamelijk in de stad Puducherry, een Franse sfeer.
Puducherry heeft vier officiële talen, namelijk het Tamil, het Telugu, het Malayalam en het Frans.

## Districten
De vijftien enclaves van het unieterritorium Puducherry zijn onderverdeeld in de volgende vier districten:
- Puducherry - elf enclaves in Tamil Nadu, circa 135 kilometer ten zuiden van Chennai;
- Karaikal - een enclave in Tamil Nadu, circa 240 kilometer ten zuiden van Chennai;
- Mahe - twee enclaves in Kerala, circa 210 kilometer ten noorden van Kochi;
- Yanam - een enclave in Andhra Pradesh, circa 400 kilometer ten oosten van Haiderabad.